# Антифранцузские коалиции
Антифранцу́зские коали́ции — временные военно-политические союзы европейских государств под руководством Великобритании, стремившихся к восстановлению во Франции монархической династии Бурбонов, павшей в период Великой Французской революции. Всего было создано 7 коалиций.
В научной литературе первые две коалиции именуют «антиреволюционными», начиная с третьей — «антинаполеоновскими».

## I антифранцузская коалиция (1792-1797)
В её состав входили: Великобритания, Пруссия, Неаполь, Тоскана, Австрия, Испания, Нидерланды, Россия. 
В 1789 году во Франции произошла буржуазная революция. 14 июля 1789 восставшие штурмом овладели Бастилией. В стране установился буржуазный строй. В Петербурге начавшуюся революцию считали поначалу повседневным бунтом, вызванным временными финансовыми затруднениями и личными качествами короля Людовика XVI. С ростом революции в Петербурге начали опасаться распространения революции на все феодально-абсолютистские страны Европы. Опасения русского двора разделяли монархи Пруссии и Австрии.
В 1791 году заключён союз Австрии и Пруссии с целью военного вмешательства во внутренние дела Франции, но ограничились разработкой планов интервенции и оказанием материальной помощи французской эмиграции и контрреволюционному дворянству внутри страны (Екатерина дала взаймы 2 млн руб. на создание наёмной армии).
В марте 1793 года подписана конвенция между Россией и Англией об обоюдном обязательстве оказывать друг другу помощь в борьбе против Франции: закрывать свои порты для французских судов и препятствовать торговле Франции с нейтральными странами (Екатерина II отправила русские военные корабли в Англию для блокады французских берегов).
В конце 1795 года между Россией, Англией и Австрией был заключён контрреволюционный тройственный союз (в России началась подготовка 60-тысячного экспедиционного корпуса для действий против Франции).
Павел I не стал посылать снаряжённый в августе 1796 года корпус в помощь Австрии, а своим союзникам (Австрии, Англии и Пруссии) заявил, что Россия истощена предшествующими войнами. Россия вышла из коалиции. Павел I на дипломатическом уровне пытался ограничить военные успехи Франции.

## II антифранцузская коалиция (1798—1801)
В её состав входили: Россия, Великобритания, Османская империя, Священная Римская империя, Неаполитанское королевство, Австрия, Португалия.
II антифранцузская коалиция создалась в 1798 году в составе Австрии, Османской империи, Великобритании и Неаполитанского королевства. Военные силы России участвовали в военных действиях на море (в союзе с Османским флотом) и на суше (совместно с Австрией).
Черноморская эскадра под командованием Ф. Ф. Ушакова осенью 1798 года через Босфор и Дарданеллы вошла в Средиземное море, а затем в Адриатическое, где совместно с турецким флотом захватывает Ионические острова и штурмом берёт крепость Корфу.
В июне 1799 года русские войска освобождают Неаполь, в сентябре — Рим.

### Итальянский поход
Командование соединёнными русско-австрийскими войсками возложено на А. В. Суворова. 15-17 апреля 1799 года Суворов разгромил французов при реке Адде. После этого за 5 недель удалось изгнать французов из Северной Италии. Без боя были освобождены Милан и Турин.

### Швейцарский поход
Австрийцы не обеспечили суворовские войска продовольствием, предоставили неверные карты местности и, не дожидаясь подхода войск в Швейцарию, оставили в одиночестве корпус Римского-Корсакова перед превосходящими силами противника.
Спеша на выручку, Суворов избрал самый короткий и самый опасный путь — через Альпы, перевал Сен-Готард (24 сент. 1799 г. — битва за Чёртов мост).
Но помощь Римскому-Корсакову запоздала — он был разгромлен.
С Альп спускаются 15 тысяч гренадеров и Павел возвращает их в Россию.
Победами русских воспользовались Великобритания и Австрия. Из-за того, что Великобритания как и Австрия не проявила должной заботы о русском вспомогательном корпусе, находившемся в Голландии и действовавшем против французов, и из-за того, что англичане заняли после освобождения о. Мальту, а австрийцы заняли оставленную Суворовым Северную Италию, Павел I разрывает отношения с ними и заключает новые союзы.
Заключается мир с Францией и подписывает союз с Пруссией, Швецией и Данией против Австрии и Великобритании.
4-6 декабря 1800 года по инициативе Павла I заключается конвенция о вооружённом нейтралитете между Россией, Пруссией, Швецией и Данией.
12 января 1801 года Павел I отдал приказ, по которому 22,5 тыс. казаков при 24 орудиях под командованием Василия Петровича Орлова (1745—1801) — войскового атамана Донского казачьего войска должны были совершить Индийский поход — дойти до Хивы и Бухары и захватить британскую Индию. Казаки выступили в поход 28 февраля.
9 февраля и 11 марта 1801 года — вышли указы, запрещающие отпуск русских товаров из британских портов и по всей западной границе не только в Великобританию, но и в Пруссию. На британские торговые суда, находившиеся в русских портах, наложено эмбарго.

## III антифранцузская коалиция (1805)
В её состав входили: Россия, Великобритания, Австрия, Швеция.
Русская дипломатия приняла участие в формировании коалиции в составе Англии, Австрии, Швеции и Сицилии.
- 25 октября 1804 года — заключение русско-австрийского союза.
- 2 января 1805 года — подписание союзного договора со Швецией.
- 11 апреля 1805 года — с Англией.
- 29 июля 1805 года Вена особой декларацией заявила о своём присоединении к русско-английскому соглашению.

В отличие от первых двух не ставились цели восстановления Бурбонов. Коалиция создавалась, чтобы остановить дальнейшее распространение французской экспансии в Европе и защитить права Пруссии, Швейцарии, Голландии и Италии. Англия была особенно заинтересована  в создании коалиции, т. к. на берегу Ла-Манша стояли 200 000 французских солдат, готовых к высадке на Туманный Альбион.
Союзниками Франции выступали Испания, Бавария, Вюртемберг и Дармштадт.
9 сентября 1805 года — австрийская армия вторглась в Баварию. Однако уже 25-26 сентября потерпела поражение от французской армии и начала отступление, имея большие потери. И 20 октября австрийская армия капитулировала. А 13 ноября была взята Вена.
10 ноября русские войска соединились с австрийскими подкреплениями позиции.
2 декабря 1805 года в «Битве трёх императоров» под Аустерлицем объединённые русско-австрийские войска были разбиты французами.
26 декабря 1805 года Австрия подписала с Францией мирный договор в Пресбурге, выйдя из войны с крупными территориальными и политическими потерями. Священная Римская империя германской нации прекратила своё существование.

## IV антифранцузская коалиция (1806—1807)
В её состав входили: Англия, Россия, Пруссия, Саксония, Швеция.
19 июня и 12 июля были подписаны секретные союзные декларации между Россией и Пруссией. Осенью 1806 года сложилась коалиция в составе Англии, Швеции, Пруссии, Саксонии и России.
14 октября 1806 года — битвы при Йене и Ауэрштедте, в которых прусская армия была полностью разбита французами. Армия как организованная сила Пруссии перестала существовать в один день. Вслед за этим произошло крушение Прусского королевства, которое в течение трёх недель было завоёвано французской армией.
21 ноября 1806 года в Берлине Наполеон подписал декрет о «блокаде Британских островов». В 1807 году к континентальной блокаде присоединились Италия, Испания, Нидерланды, после Тильзита — Россия и Пруссия, в 1809 году — Австрия.
26 — 27 января 1807 года произошло сражение под Прейсиш-Эйлау, которое стало самым кровавым сражением войны. Русско—прусская армия отступила после окончания сражения. Наполеон простоял на поле битвы ещё 10 дней и отступил.
2 (14) июня 1807 года русская армия была разбита под Фридландом и отступила за Неман.
9 (21) июня 1807 года подписано перемирие и через 2 дня его ратифицировал Александр I. 13 (25) июня состоялась встреча двух императоров на плоту посреди реки Неман напротив города Тильзит.

## V антифранцузская коалиция (1809)
В апреле 1809 года образовалась коалиция в составе Австрии, Англии и Испании, представленной временным правительством (верховной хунтой).
10 апреля 1809 года австрийцы вторглись в Баварию, Италию и герцогство Варшавское. Наполеоновской армии в ходе 5 успешных сражений (при Теугене, Абенсберге, Ландсхуте, Экмюле и Регенсбурге) удалось разделить австрийскую армию на две части: одна отступила в Чехию, другая — за реку Инн. Французы вошли в Австрию и 13 мая заняли Вену. Но в сражении при Асперн—Эсслинге 21—22 мая австрийской армии удалось неожиданно нанести поражение Наполеону. В битве пали герои Франции: маршал Ланн, генералы д'Эспань, Сент—Илер. В следующем сражении, у Ваграма, Наполеону удалось одержать победу.
12 июля заключено австро-французское перемирие. 
14 октября Франц II заключил с Наполеоном Шенбруннский мир, по которому Австрия лишалась выхода к Адриатическому морю; уступала Франции часть Каринтии и Хорватии, Крайну, Истрию, Триест и Фиуме, составившие Иллирийские провинции; Баварии — Зальцбург и часть Верхней Австрии; герцогству Варшавскому — Западную Галицию; России — Тарнопольский округ.
Александр I ограничился посылкой в Волынь на русско-австрийскую границу 20 тыс. корпус с формальным объявлением войны. Русские войска уклонялись от оказания помощи франко-польской армии в герцогстве Варшавском, оказавшейся в тяжелейшем положении в первый период военных действий, но заняли Краков (фактически город был передан австрийцами русским) и часть Галиции во второй период, когда австрийские войска перебрасывались на Дунай. Серьёзных столкновений с австрийцами не было.

## VI антифранцузская коалиция (1812—1814)
В коалицию вошли: Россия, Швеция, Великобритания, Австрия и Пруссия (последние две до начала 1813 года были союзниками Франции).
5 апреля 1812 г. был заключён Петербургский союзный договор между Россией и Швецией.
После начала вторжения Наполеона в Россию, 6(18) июля 1812 был подписан Эребруский мир между Россией и Великобританией, ликвидировавший состояние войны между двумя державами, существовавшее с 1807 года.
18 (30) декабря 1812 в Таурогене прусский генерал Йорк подписал с русскими конвенцию о нейтралитете и увёл войска в Пруссию.
18 (30) января 1813 аналогичный Таурогенскому договор подписал командующий австрийским корпусом генерал Шварценберг (Зейченское перемирие), после чего сдал без боя Варшаву и ушёл в Австрию.
Официальным актом, закрепившим оформление 6-й коалиции, явился Калишский союзный договор между Россией и Пруссией, подписанный 15(27) февраля 1813 в Бреславле и 16(28) февраля 1813 в Калише.
Позднее к коалиции присоединилась Великобритания, а 10 августа 1813 г. и Австрия. В ходе кампании 1813 года к 6-й коалиции примкнул ряд более мелких германских государств.

## VII антифранцузская коалиция. «Сто дней» Наполеона (1815)
В коалицию вошли: Россия, Швеция, Англия, Австрия, Пруссия, Испания, Португалия.
Когда 1 марта 1815 года Наполеон покинул остров Эльбу и 20 марта вошёл в Париж, участники Венского конгресса уже 25 марта возобновили Шомонский трактат.
18 июня 1815 года — битва при Ватерлоо. Англо-голландско-прусская армия под командованием Веллингтона и Блюхера разгромила французов.
18 июля Наполеон лично сдался в плен правительству Англии.
2 августа 1815 года — заключён договор, по которому Наполеон в качестве почётного пленного великих держав был выслан на о. Св. Елены.